# ميخائيل آدامز (صحفي)
ميخائيل آدامز (بالألمانية: Michael Adams)‏ هو صحفي ألماني، ولد في 1920، وتوفي في 6 فبراير 2005.